# Reuzenhoek
Reuzenhoek is een buurtschap in de gemeente Terneuzen, in de Nederlandse provincie Zeeland. De buurtschap, in de regio Zeeuws-Vlaanderen, is gelegen aan de "Reuzenhoek", een weg tussen de stad Terneuzen en Zaamslag.
Er wonen 132 mensen in de buurtschap (peildatum 1 april 2020) en er was een basisschool gevestigd. Deze Christelijke basisschool werd geopend op 1 oktober 1891 en ruim 120 jaar later, op 4 mei 2012, gesloten. Ruim 1500 leerlingen hebben hier hun eerste schoollessen gevolgd. In oktober/november 2022 is er een eenmalige uitgave geweest van het boek "De Christelijke school Reuzenhoek (1891-2012)". Een boek op A4 formaat, bestaande uit o.a. 260 klassenfoto's met alle namen van leerlingen en leerkrachten.
Het dorpje ligt ongeveer 1 kilometer ten noorden van Zaamslag. Het oudste woonhuis dateert van oorsprong nog van de 17e eeuw. Toen in 1960 een dorpsfilm over Zaamslag werd opgenomen, werd ook Reuzenhoek aangedaan. Uit deze film blijkt dat er toen veel nijverheid in de buurtschap was (winkeltjes en werkplaatsen), hetgeen nu volledig is verdwenen. Tot in de jaren 1970 behoorde de buurtschap tot gemeente Zaamslag.
De buurtschap ligt niet ver van de Val en van de buurtschap Hoek van de Dijk.
Begin 2020 is er een boek verschenen over Reuzenhoek: "Reuzenhoek: historie, bewoners en hun woningen", samengesteld door Chris Verhage.